# Salpinga
Salpinga es un género  de plantas fanerógamas pertenecientes a la familia Melastomataceae. Comprende 12 especies descritas y de estas, solo 8 aceptadas.

## Taxonomía
El género fue descrito por Mart. ex DC. y publicado en Prodromus Systematis Naturalis Regni Vegetabilis 3: 112. 1828.

## Especies aceptadas
A continuación se brinda un listado de las especies del género Salpinga aceptadas hasta febrero de 2013, ordenadas alfabéticamente. Para cada una se indica el nombre binomial seguido del autor, abreviado según las convenciones y usos:
- Salpinga ciliata Pilg.
- Salpinga dimorpha (Gleason) Wurdack
- Salpinga glandulosa (Gleason) Wurdack
- Salpinga maguirei Gleason
- Salpinga maranonensis Wurdack
- Salpinga peruviana (Cogn.) Wurdack
- Salpinga pusilla Wurdack
- Salpinga secunda Schrank & Mart. ex DC.